# 私法
私法（英語：Private law），相對於公法（Public law），一般而言指的是規範對等法律主體關係的法律。私法一詞有時和民法混用，有時則有更廣闊的内涵。

## 公、私法之區分
目前區分公、私法並未有一個統一的標準理論，但比較多數人採的是所謂的「新主體說」，這一個說法的區分標準是：如果一個法律關係中，出現的法律主體其中一方是以公權力姿態出現的國家主體，那麼適用在這個法律關係中的法律，就是公法；反之，如果雙方沒有出現這樣的主體，就是私法。
舉例來說：台北市政府向池上便當訂購飯盒，這裡台北市政府出現的姿態，和公權力無關。
如果說刑法是公法，與其相對的私法就是民法。
故若a打了b，員警c必須由前兩者提出傷害告訴才能介入。員警c的功用就如同公法一般。
必須注意的是，新主體說是用來區分「法律」本身的定性，而「法律關係」是公法關係或者私法關係，則是另一件事情。